# Steven Dewick
Steven Dennis Dewick (* 2. Februar 1976 in Sydney) ist ein ehemaliger australischer Schwimmer. Er gewann bei Olympischen Spielen eine Bronzemedaille. Bei Commonwealth Games erhielt er je einmal Gold und Silber.

## Leben
Der 1,78 Meter große Steven Dewick wurde bei den Commonwealth Games 1994 im kanadischen Victoria über 100 Meter Rücken Zweiter hinter dem Engländer Martin Harris. Die australische Lagenstaffel mit Steven Dewick, Philip Rogers, Scott Miller und Chris Fydler gewann den Titel vor den Kanadiern und den Engländern. Kurz darauf fanden die Weltmeisterschaften in Rom statt. Dewick wurde 13. über 100 Meter Rücken und 11. über 200 Meter Rücken. Die australische Lagenstaffel mit Dewick, Rogers, Adam Pine und Fydler belegte den fünften Platz.
1995 bei den Pan Pacific Championships in Atlanta belegte Dewick über 100 Meter und über 200 Meter Rücken jeweils den sechsten Platz. Mit der Lagenstaffel gewann er die Silbermedaille hinter dem Quartett aus den Vereinigten Staaten. 1996 bei den Olympischen Spielen in Atlanta schwamm Dewick zuerst die 100 Meter Rücken und erreichte als Siebter des B-Finales den 15. Platz in der Gesamtwertung. Über 200 Meter Rücken schied Dewick im Vorlauf aus. Die australische 4-mal-100-Meter-Lagenstaffel mit Toby Haenen, Philip Rogers, Scott Miller und Michael Klim erreichte das Finale mit der viertschnellsten Vorlaufzeit. Im Endlauf siegte das Team aus den Vereinigten Staaten vor den Russen, dahinter schwammen Steven Dewick, Philip Rogers, Scott Miller und Michael Klim auf den dritten Platz. Alle fünf eingesetzten Schwimmer erhielten eine Bronzemedaille.